# Muckle Flugga
Muckle Flugga é uma pequena ilha rochosa a norte de Unst nas Ilhas Shetland, Escócia. Não é o ponto mais setentrional do Reino Unido porque o pequeno ilhéu Out Stack fica a norte de Muckle Flugga. Tem um farol. Já foi habitada mas neste momento não tem residentes.
O nome vem da língua nórdica antiga, Mikla Flugey, que significa "grande ilha de falésias". O nome original era "North Unst", mas em 1964 foi mudado para "Muckle Flugga".